# 奥凯德 (鲁恩之子)
鲁恩之子奥凯德（Eochaid mac Run），英语化简称为奥凯德王（Eochaid），可能是878-889年在位的皮克特人之王。他的父亲是斯特拉斯克莱德国王鲁恩，他的母亲可能是肯尼思一世的女儿。若吉里克非亚尔宾男系后裔，亚尔宾王朝可能在878-889年中断过一次。